# Niepoprawny Trinity
Niepoprawny Trinity (wł. ...continuavano a chiamarlo Trinità) – włoska komedia typu spaghetti western z 1971 roku w reżyserii Enzo Barboniego. Film stanowi bezpośrednią kontynuację obrazu Nazywają mnie Trinity (1970), w którym główne role zagrali Terence Hill i Bud Spencer. Zdjęcia realizowano głównie w rejonie Campo Imperatore w Abruzji. Produkcja odniosła ogromny sukces komercyjny, stając się wówczas najbardziej dochodowym filmem we Włoszech. W 1995 roku powstała kontynuacja zatytułowana Trinità & Bambino... e adesso tocca a noi!, będąca dalszym ciągiem serii Trinity.

## Fabuła
Kilka lat później, Bambino i Trinità ponownie spotykają się w domu swoich rodziców. Bambino wciąż jest wściekły, ponieważ przez brata musiał zająć się wielkim stadem bydła. Dlatego nie cieszy się z jego widoku, ale musi złożyć obietnicę umierającemu ojcu, że zaopiekuje się Trinitym i zrobi z niego porządnego złodzieja koni.
W drodze bracia próbują napaść na powóz, ale akcja kończy się fiaskiem, bo nie chcą okradać rodziny farmerów. Wręcz przeciwnie – wszystko obraca się tak, że pomagają naprawić ich wóz. Ponieważ niemowlę z rodziny musi zobaczyć się z lekarzem, Trinità przekonuje Bambina, by „przesłał pieniądze”. Po tej przygodzie bracia docierają do miasteczka, gdzie pokerowy profesjonalista i mistrz rewolweru Wild Card Hendricks ukrywa się przed wymiarem sprawiedliwości. Trinità podejmuje z nim grę w pokera i wygrywa wszystkie jego pieniądze. Trinità i Bambino inwestują wygraną w porządne ubrania.
Ledwo się przebrali, spotykają rodzinę, którą wcześniej próbowali napaść. Zostają serdecznie rozpoznani. Aby odwrócić uwagę od faktu, że są bandytami, i zaimponować pięknej córce, Trinità mówi jej, że w rzeczywistości są tajnymi agentami z Waszyngtonu. Ich rozmowę podsłuchuje również jeden z ludzi wielkiego właściciela ziemskiego Jamesa Parkera, który ma swoje macki w różnych szemranych interesach. Natychmiast dostrzega zagrożenie, jakie mogą stanowić bracia, i postanawia ich przekupić, by przymknęli oko na jego działania. Trinità i Bambino z radością przyjmują pieniądze i ruszają dalej w stronę El Paso.
Ich reputacja tajnych agentów wyprzedza ich. W saloonie, na przykład, łapią kilku poszukiwanych przez Parkera ludzi i odbierają nagrodę od skorumpowanego szeryfa – tylko po to, by zaraz kazać mu ich wypuścić. Ten rytuał powtarzają kilkukrotnie. Podczas chwilowego tête-à-tête z córką dobrze już znanej rodziny, Trinità przypadkowo dowiaduje się, że Parker wykorzystuje klasztor pokojowo nastawionych mnichów do nielegalnych transakcji bronią. Perspektywa zysków z tych interesów oraz niechęć do Parkera i jego ludzi sprawia, że Bambino i Trinità stają po stronie mnichów i w wielkim finale serwują bandytom kilka porządnych razów.

## Obsada
- Terence Hill – Trinità
- Roger Browne – Trinità (głos)
- Bud Spencer – Bambino
- Richard McNamara – Bambino (głos)
- Yanti Somer – córka farmera
- Linda Gary – córka farmera (głos)
- Harry Carey Jr. – ojciec Trinity’ego i Bambina
- Jessica Dublin – matka Trinity’ego i Bambina
- Emilio Delle Piane – James Parker
- Gene Luotto – James Parker (głos)
- Enzo Tarascio – szeryf
- Marc Smith –
  - szeryf (głos),
  - szef bandytów z Dallas (głos)
- Pupo De Luca – główny mnich
- Edward Mannix –
  - główny mnich (głos),
  - farmer (głos)
- Benito Stefanelli – Stingary Smith
- Riccardo Pizzuti – szef bandytów z Dallas
- Enzo Fiermonte – farmer
- Dana Ghia – żona farmera
- Susan Spafford – żona farmera (głos)
- Franco Ressel – szef kuchni
- Gérard Landry – Lopert
- Craig Hill – Lopert (głos)
- Luigi Bonos – Ozgur
- John Stacy – Ozgur (głos)
- Antonio Monselesan – Wild Card Hendricks
- Fortunato Arena – poplecznik Parkera
- Jean Louis – Murdock
- Gildo Di Marco – Meksykanin
- Gilberto Galimberti – gracz w pokera z zasłoniętymi oczami

źródło:.

## Odbiór
Film odniósł ogromny sukces finansowy, stając się najlepiej zarabiającym włoskim filmem w historii, z liczbą widzów we Włoszech wynoszącą 14,55 mln – wyróżnienie to przypadło wcześniej jego poprzednikowi, Nazywają mnie Trinity. W RFN film ten obejrzało 12,3 mln osób, co stawia go na siódmym miejscu najpopularniejszym filmie w Niemczech do tej pory.